# Camponotus coptobregma
Camponotus coptobregma é uma espécie de inseto do gênero Camponotus, pertencente à família Formicidae.